# Unione dei Lavoratori Specializzati in Danimarca
L'Unione dei Lavoratori Specializzati in Danimarca (in danese: Specialarbejderforbundet i Danmark, acronimo SiD), in precedenza Federazione dei Lavoratori Operai e Specializzati Danesi e in origine Federazione dei Lavoratori Danesi è stato un sindacato danese, istituito nel 1897, che nel 2005 è stato unito al Sindacato Comune (3F).
Il nome fu cambiato nel 1959 in Federazione dei Lavoratori Operai e Specializzati Danesi, nel 1974 in Unione dei Lavoratori Specializzati in Danimarca e in seguito semplicemente in SiD.
SiD è stato il più grande sindacato danese dal 1897 alla fine degli anni '90.

## Presidenti
Questo elenco è incompleto; per favore aiutatemi a compilarlo.
- 1897-1931: Michael Christian Lyngsie
- 1957-1964: Alfred Petersen
- 1964-1968: Viggo Wivel
- 1968-1972: Anker Jørgensen
- 1972-1979: Ejler Sønder
- 1979-1995: Hardy Hansen
- 1995-2005: Poul Erik Skov Christensen